# Pyrocoelia oshimana
Pyrocoelia oshimana is een keversoort uit de familie glimwormen (Lampyridae). De wetenschappelijke naam van de soort is voor het eerst geldig gepubliceerd in 1985 door Nakane.